# دزدک (فومن)
دزدک ، روستایی از توابع بخش مرکزی شهرستان فومن در استان گیلان ایران است.

## جمعیت
این روستا در   قرار دارد و براساس سرشماری مرکز آمار ایران در سال ۱۳۸۵، جمعیت آن ۲۹۵ نفر (۷۳خانوار) بوده‌است.